# Zhang Meng
Zhang Meng (en chino: 张萌, Tianjin, 6 de marzo de 1981) es una actriz china. Es conocida por ganar el Miss Universo China de 2004 y por su papel como la princesa de Fuego en la serie de televisión de 2016 Ice Fantasy.

## Biografía
Estudió en la Universidad de Nueva Gales del Sur, en Sídney, Australia.
Habla con fluidez mandarín e inglés.
Está casada con un CEO de la agencia Shanghai Youhug Media.

## Carrera
Es miembro de la agencia "Shanghai Youhug Media". 
En el 2004 concursó como "Miss Universe China" el cual ganó, poco después concursó en "Miss Universe 2004", sin embargo no quedó entre las quince finalistas.
El 25 de junio del 2007 se unió al elenco principal de la serie Love at First Fight donde dio vida a Lei Xiao Yu, una mujer alta y hermosa que sueña con que un verdadero héroe aparezca y la proteja.
El 2 de enero del 2010 se unió al elenco principal de la serie The Myth donde interpretó a Gao Lan y a Xiaoyue. Gao Lan es la novia del fotógrafo Yi Xiaochua (Hu Ge), quien más tarde se convierte en el interés romántico del arqueólogo Yi Dachuan (Ren Quan), luego de la desaparición de Xiaochuan. Mientras que Xiaoyue, es una doncella del Palacio Qin, que pronto se convierte en la amante Xiang Yu (Tan Kai).
El 4 de junio del 2014 se unió al elenco principal de la serie Divorce Lawyers donde dio vida a Jiao Yan Yan, la exesposa de Chi Hai Dong (Wu Xiubo).
El 7 de julio del 2016 apareció por primera vez como invitada en el programa Happy Camp junto a Zhang Yishan, Ma Tianyu, Jiro Wang, Victoria Song y Du Chun.
El 24 de julio del mismo año se unió al elenco principal de la serie Ice Fantasy donde interpretó a la rebelde, terca y de naturaleza fuerte Yan Da, la única Princesa actual de la Tribu de Fuego que se enamora del Príncipe de la tribu de Hielo Ying Kong Shi (Ma Tianyu). Durante la segunda temporada Ice Fantasy Destiny interpretó a Yan Zhu, el ancestro de Yan Da, hasta el final de la serie en el 2017.
El 12 de febrero del 2017 se unió al elenco principal de la serie Full Love donde dio vida a Zhao Zhu Di, quien junto a su esposo Shao Jie (Zhu Yong Teng), ponen la educación de su hija sobre todo con la mentalidad que ella nunca puede perder en la vida, hasta el final de la serie el 1 de marzo del mismo año.
El 20 de julio del 2018 se unió al elenco principal de la serie Sand Sea (también conocida como "Tomb of the Sea") donde interpretó a Su Nan, hasta el final de la serie el 15 de septiembre del mismo año.
El 21 de febrero del 2020 se unió al elenco principal de la serie I Will Find Your A Better Home (también conocida como "Your Home Is My Business") donde da vida a Zhang Chengcheng, hasta ahora.
Ese mismo año se unirá al elenco de la serie Beauty From Heart donde interpretará a Yu Jiajie.
Así como al elenco de la serie The Investigator.

## Filmografía

### Series de televisión
| Año             | Título                                | Personaje                      | Notas                    |
| --------------- | ------------------------------------- | ------------------------------ | ------------------------ |
| 2020 - presente | The Investigator                      | -                              | -                        |
| 2020 - presente | Beauty From Heart                     | Yu Jiajie                      |                          |
| 2020 - presente | I Will Find Your A Better Home        | Zhang Chengcheng               |                          |
| 2020            | With You (Together)                   | Jiao Jiao                      | 2 episodios              |
| 2018            | Tomb of the Sea                       | Su Nan                         | 55 episodios             |
| 2017            | Ice Fantasy Destiny                   | Yan Da / Yan Zhu               | 16 episodios (serie web) |
| 2017            | Full Love                             | Zhao Zhu Di                    |                          |
| 2016            | Ice Fantasy                           | Princesa Yan Da                | 62 episodios             |
| 2016            | Xiao Zhang Fu                         | Lu Xioashan                    |                          |
| 2015            | Three Dads                            | Zou Nan                        |                          |
| 2015            | The Lady and The Liar                 | Yao Mi'er                      |                          |
| 2015            | Ban Shu Legend                        | Yue Jing                       |                          |
| 2014            | The Romance of the Condor Heroes      | Mingyue / Liu Ying             | (aparición especial)     |
| 2014            | Love for Three Lifetimes              | Shen Lingxue / Wu Cuicui       | 40 episodios             |
| 2014            | Divorce Lawyers                       | Jiao Yanyan                    | 46 episodios             |
| 2010            | Detective Tanglang                    | -                              |                          |
| 2010            | The Myth                              | Gao Lan / Xiaoyue, Consorte Yu | 50 episodios             |
| 2009            | Shang Qing                            | -                              |                          |
| 2008            | The Blue Files                        | -                              |                          |
| 2008            | Shei Dong Wo De Xin                   | -                              |                          |
| 2008            | Xiang Ai Dou Nan                      | -                              |                          |
| 2007            | Love at First Fight                   | Lei Xiaoyu                     | 32 episodios             |
| 2007            | Ji Gong Xin Zhuan                     | -                              |                          |
| 2004            | Taiwan Shou Ren Xun Fu Liu Ming Chuan | -                              |                          |
| 2003            | Gao Zhong Nu Sheng                    | -                              |                          |

### Películas
| Año  | Título                   | Personaje | Notas                                                        |
| ---- | ------------------------ | --------- | ------------------------------------------------------------ |
| 2017 | Fight For Love           | Li Mengli | junto a Guo Shu Tong, Wei Da Xun, Wei Tian Hao y Qiu Xin Zhi |
| 2011 | You Must Marry This Year | -         | -                                                            |
| 2006 | The 601st Phone Call     | He Ling   | junto a Cecilia Cheung y Zhang Guoli                         |
| 2003 | Running on Karma         | -         | -                                                            |

### Productora
| Año  | Serie           | Notas |
| ---- | --------------- | ----- |
| 2019 | Princess Silver | [ 6 ] |

### Apariciones en programas
| Año  | Programa      | Notas    |
| ---- | ------------- | -------- |
| 2021 | Ace vs Ace S6 | invitada |
| 2016 | Happy Camp    | invitada |